# Pogonatum microphyllum
Pogonatum microphyllum är en bladmossart som beskrevs av Frans François Dozy och Molkenboer 1856. Pogonatum microphyllum ingår i släktet grävlingmossor, och familjen Polytrichaceae. Inga underarter finns listade i Catalogue of Life.